# Craugastor stuarti
Craugastor stuarti es una especie de Anura de la familia Craugastoridae, género Craugastor. Es nativo de Guatemala y el sur de México. La especie esta amenazada por destrucción de hábitat.

## Distribución y hábitat
Su área de distribución incluye el altiplano occidental de Guatemala (Sololá, San Marcos, Huehuetenango) y el oriente de Chiapas en México. 
Su hábitat natural se compone de bosque nuboso tropical donde vive en el suelo del bosque y el sotobosque. Su rango altitudinal se encuentra entre 1300 y 2200 m s. n. m.